# Song Jin-hyung
Song Jin-hyung (송진형?, 宋珍炯?; Seul, 13 agosto 1987) è un ex calciatore sudcoreano, di ruolo centrocampista.

## Palmarès

### Club
- Campionato australiano: 1

Newcastle Jets: 2007-2008